# IC 3691
IC 3691 ist eine irreguläre Galaxie vom Hubble-Typ I im Sternbild Coma Berenices am Nordsternhimmel.
Das Objekt wurde am 27. Januar 1904 von Max Wolf entdeckt.